# Our Music
Our Music – dwudziesty szósty album studyjny Burning Speara, jamajskiego wykonawcy muzyki reggae.
Płyta została wydana 20 września 2005 roku przez Burning Music, własną wytwórnię Speara. Nagrania zarejestrowane zostały w studiu The Magic Shop Recording w Nowym Jorku. Ich produkcją zajęła się Sonia Rodney, żona artysty. Spearowi akompaniowali muzycy sesyjni z założonej przez niego grupy The Burning Band.
W roku 2006 krążek został nominowany do nagrody Grammy w kategorii najlepszy album reggae. Była to dziesiąta nominacja do tej statuetki w karierze muzyka.
W maju 2010 roku nakładem Burning Music ukazała się reedycja albumu, zawierająca trzy dodatkowe utwory (dwa premierowe duby oraz zremiksowany przez słynnego DJ-a Paula Oakenfolda singel pt. "Never"), jak również bonusową płytę DVD z różnymi materiałami na temat artysty.

## Lista utworów
1. "Our Music"
2. "Try Again"
3. "Down In Jamaica"
4. "Together" (Extended Mix)
5. "Friends"
6. "O'Rastaman" (Extended Mix)
7. "Fix Me"
8. "Walk"
9. "One Marcus"
10. "My Duty"
11. "Little Garvey" (Extended Mix)

### Dodatkowe utwory w reedycji
1. "Never" (DJ Paul Oakenfold remix)
2. "O'Rastaman Dub"
3. "First Lady Dub"

## Muzycy
- Cecil Ordonez - gitara
- Andy Bassford - gitara
- Donovan McKitty - gitara
- Ian "Beezy" Coleman - gitara, gitara rytmiczna
- Linford Carby - gitara rytmiczna
- David Rekhley - gitara basowa
- Leroy "Horsemouth" Wallace - perkusja
- Winston Rodney - perkusja
- Num Amun'Tehu - perkusja
- Micahel Hyde - keyboard
- Earl Appleton - keyboard
- Kevin Batchelor - trąbka
- Jason Jackson - trąbka
- Jerry Johnson - trąbka
- Marie Thomas - chórki
- Melanie Lynch - chórki
- Patrick Gordon - chórki
- Joanne Williams - chórki